# Patricia Briggs
Pour les articles homonymes, voir Briggs.
Œuvres principales
- Série Mercy Thompson
- Série Alpha & Omega

Patricia Briggs, née le 21 décembre 1965 à Butte dans le Montana, est une écrivaine américaine. Elle est renommée pour ses personnages plein de vie et ses dialogues humoristiques.

## Biographie
Patricia Briggs est née à Butte, et a vécu dans de nombreuses villes du nord-ouest de la cote pacifique des États-Unis. Elle vit maintenant dans l'État de Washington.
Patricia Briggs commence à écrire en 1990 et publie son premier roman (Masques) en 1993.
Les ventes de son premier livre furent très faibles, ce qui mit quasiment fin à sa carrière. Ses livres suivants eurent toutefois plus de succès et de meilleure critique ce qui lui permit d'écrire sa première histoire en plusieurs livres avec Les Chaînes du Dragon et Le Sang du Dragon, qui présentent deux histoires indépendantes reprenant toutefois les mêmes personnages et le même univers.
Elle écrivit ensuite les deux romans Aile de corbeau et Serre de corbeau qui ne forment qu'une seule et même histoire. Elle enchaîna ensuite avec la série de romans centrés sur le personnage de Mercedes Thompson (série encore en cours), appartenant aux genres de la fantasy urbaine.
Plus récemment, elle a entamé une série de livres intitulée Alpha & Omega se plaçant dans le même univers que la série sur le personnage de Mercedes Thompson.

## Œuvres

### SérieSianim
1. Masques, Milady, 2011 ((en) Masques, 1993)
2. L'Épreuve du loup, Milady, 2011 ((en) Wolfsbane, 2010)
3. Le Voleur de dragon, Milady, 2012 ((en) Steal the Dragon, 1995)
4. L'Empreinte du démon, Milady, 2012 ((en) When Demons Walk, 1998)

### SérieHurog
1. Les Chaines du dragon, L'Atalante, collection La Dentelle du cygne, 2008 ((en) Dragon Bones, 2002)Réédition en 2013 chez Milady
2. Le Sang du dragon, L'Atalante, collection La Dentelle du cygne, 2009 ((en) Dragon Blood, 2003)Réédition en 2013 chez Milady

### SérieCorbeau
1. Aile de corbeau, Milady, 2009 ((en) Raven's Shadow, 2004)
2. Serre de corbeau, Milady, 2009 ((en) Raven's Strike, 2005)

- Corbeau, Milady, 2012 ((en) Raven)Réédition en un seul volume

### SérieMercy Thompson
1. L'Appel de la lune, Milady, 2008 ((en) Moon Called, 2006)
2. Les Liens du sang, Milady, 2009 ((en) Blood Bound, 2007)
3. Le Baiser du fer, Milady, 2009 ((en) Iron Kissed, 2008)
4. La Croix d'ossements, Milady, 2010 ((en) Bone Crossed, 2009)
5. Le Grimoire d'argent, Milady, 2010 ((en) Silver Borne, 2010)
6. La Marque du fleuve, Bragelonne, 2011 ((en) River Marked, 2010)Réédité en 2012 aux éditions Milady
7. La Morsure du givre, Bragelonne, 2013 ((en) Frost Burned, 2013)Réédité en 2014 aux éditions Milady
8. La Faille de la nuit, Bragelonne, 2014 ((en) Night Broken, 2014)Réédité en 2015 aux éditions Milady
9. L'Étreinte des flammes, Bragelonne, 2016 ((en) Fire Touched, 2016)Réédité en 2017 aux éditions Milady
10. L'Épreuve du silence, Bragelonne, 2017 ((en) Silence Fallen, 2017)Réédité en 2018 aux éditions Milady
11. Le Souffle du mal, Milady, 2019 ((en) Storm Cursed, 2019)Réédité en 2020 aux éditions Milady
12. L'Empreinte de la fumée, Milady, 2020 ((en) Smoke Bitten, 2020)Réédité en 2021 aux éditions Milady
13. La Faucheuse d'âmes, Milady, 2023 ((en) Soul Taken, 2022)Réédité en 2023 aux éditions Milady
14. Le Chant de l'hiver, Milady, 2025 ((en) Winter Lost, 2024), trad. Sophie Barthélémy, 408 p.  (ISBN 978-2-8112-3913-8)

- Ombres mouvantes, Bragelonne, 2015 (Shifting Shadows, 2014)Recueil de neuf nouvelles et de scènes coupées issues des romans Le Grimoire d'argent et La Faille de la nuit - Réédité en 2016 aux éditions Milady

### SérieAlpha & Omega
Préquelle Alpha & Omega : L'Origine, Milady, 2011 ((en) Alpha and Omega, 2007)Roman court publié dans l'anthologie : On the Prowl
1. Le Cri du loup, Milady, 2011 ((en) Cry Wolf, 2008)
2. Terrain de chasse, Milady, 2011 ((en) Hunting Ground, 2009)
3. Jeu de piste, Milady, 2012 ((en) Fair Game, 2012)
4. Entre chien et loup, Milady, 2016 ((en) Dead Heat, 2015)
5. Dans la gueule du loup, Milady, 2018 ((en) Burn Bright, 2018)
6. La Voix du passé, Milady, 2021 ((en) Wild Sign, 2021)

### Roman indépendant
- Le Pacte du Hob, L'Atalante, collection La Dentelle du cygne, 2010 ((en) The Hob's Bargain, 2001)Réédition en 2014 chez Milady